# Lijst van administratoren van Chandigarh
Dit is een lijst van administratoren van het Indiase unieterritorium Chandigarh. Sinds 1985 is de gouverneur van Punjab tevens administrator van Chandigarh.

## Chief commissioners
| # | Naam                    | Begin termijn    | Einde termijn    |
| - | ----------------------- | ---------------- | ---------------- |
| 1 | Mohinder Singh Randhawa | 1 november 1966  | 31 oktober 1968  |
| 2 | Damodar Dass            | 31 oktober 1968  | 8 april 1969     |
| 3 | B. P. Bagchi            | 8 april 1969     | 1 september 1972 |
| 4 | Mohan Prakash Mathur    | 1 september 1972 | december 1975    |
| 5 | G. P. Gupta             | december 1975    | 15 juni 1976     |
| 6 | T. N. Chaturvedi        | 15 juni 1976     | juni 1978        |
| 7 | J. C. Agrawal           | juni 1978        | 19 juli 1980     |
| 8 | B. S. Sarao             | 19 juli 1980     | 8 maart 1982     |
| 9 | Krishna Banerji         | 8 maart 1982     | 30 mei 1985      |

## Administratoren
| #   | Naam                          | Begin termijn     | Einde termijn     |
| --- | ----------------------------- | ----------------- | ----------------- |
| 1   | Bhairab Dutt Pande            | 2 juni 1984       | 3 juli 1984       |
| 2   | Kershasp Tehmurasp Satarawala | 3 juli 1984       | 14 maart 1985     |
| 3   | Arjun Singh                   | 14 maart 1985     | 14 november 1985  |
| wnd | Hokishe Sema                  | 14 november 1985  | 26 november 1985  |
| 4   | Shankar Dayal Sharma          | 26 november 1985  | 2 april 1986      |
| 5   | Siddhartha Shankar Ray        | 2 april 1986      | 8 december 1989   |
| 6   | Nirmal Mukarji                | 8 december 1989   | 14 juni 1990      |
| 7   | Virendra Verma                | 14 juni 1990      | 18 december 1990  |
| 8   | Om Prakash Malhotra           | 18 december 1990  | 7 augustus 1991   |
| 9   | Surendra Nath                 | 7 augustus 1991   | 9 juli 1994       |
| wnd | Sudhakar Panditrao Kurdukar   | 10 juli 1994      | 18 september 1994 |
| 10  | B. K. N. Chhibber             | 18 september 1994 | 27 november 1999  |
| 11  | Jack Farj Rafael Jacob        | 27 november 1999  | 8 mei 2003        |
| 12  | Om Prakash Verma              | 8 mei 2003        | 3 november 2004   |
| wnd | Akhlaqur Rahman Kidwai        | 3 november 2004   | 16 november 2004  |
| 13  | Sunith Francis Rodrigues      | 16 november 2004  | 22 januari 2010   |
| 14  | Shivraj Patil                 | 22 januari 2010   | 21 januari 2015   |
| wnd | Kaptan Singh Solanki          | 22 januari 2015   | 22 augustus 2016  |
| 15  | V. P. Singh Badnore           | 22 augustus 2016  | huidig            |